# جوجوان
جوجـِوان (به ارمنی: Ջուջևան) یک روستا در ارمنستان است که در استان تاووش واقع شده‌است. جوجـِوان در کیلومتری ایجوان، مرکز استان تاووش واقع شده‌است.

## خصوصیات
جوجـِوان  نفر جمعیت دارد و در ارتفاع  متر بالاتر از سطح دریا قرار گرفته‌است.

## جاذبه‌های تاریخی
صومعه جوجوان مربوط به سده ۱۹ در این شهرک قرار دارد.